# Alina Gorghiu
Alina Gorghiu (Tecuci, 16 settembre 1978) è una politica rumena, presidente del PNL dall'ottobre 2014 al dicembre 2016 insieme a Vasile Blaga.
Si dimise dall'incarico il 21 dicembre 2016 a seguito della sconfitta del suo partito alle elezioni. Dopo di lei, Raluca Turcan fu eletta presidente del partito.
In seguito al congresso del PNL del 25 settembre 2021, che elesse Florin Cîțu alla presidenza, venne nominata vicepresidente del partito con competenze sui diritti dell'uomo e la protezione delle minoranze.